# Petersburg (Osnabrück)

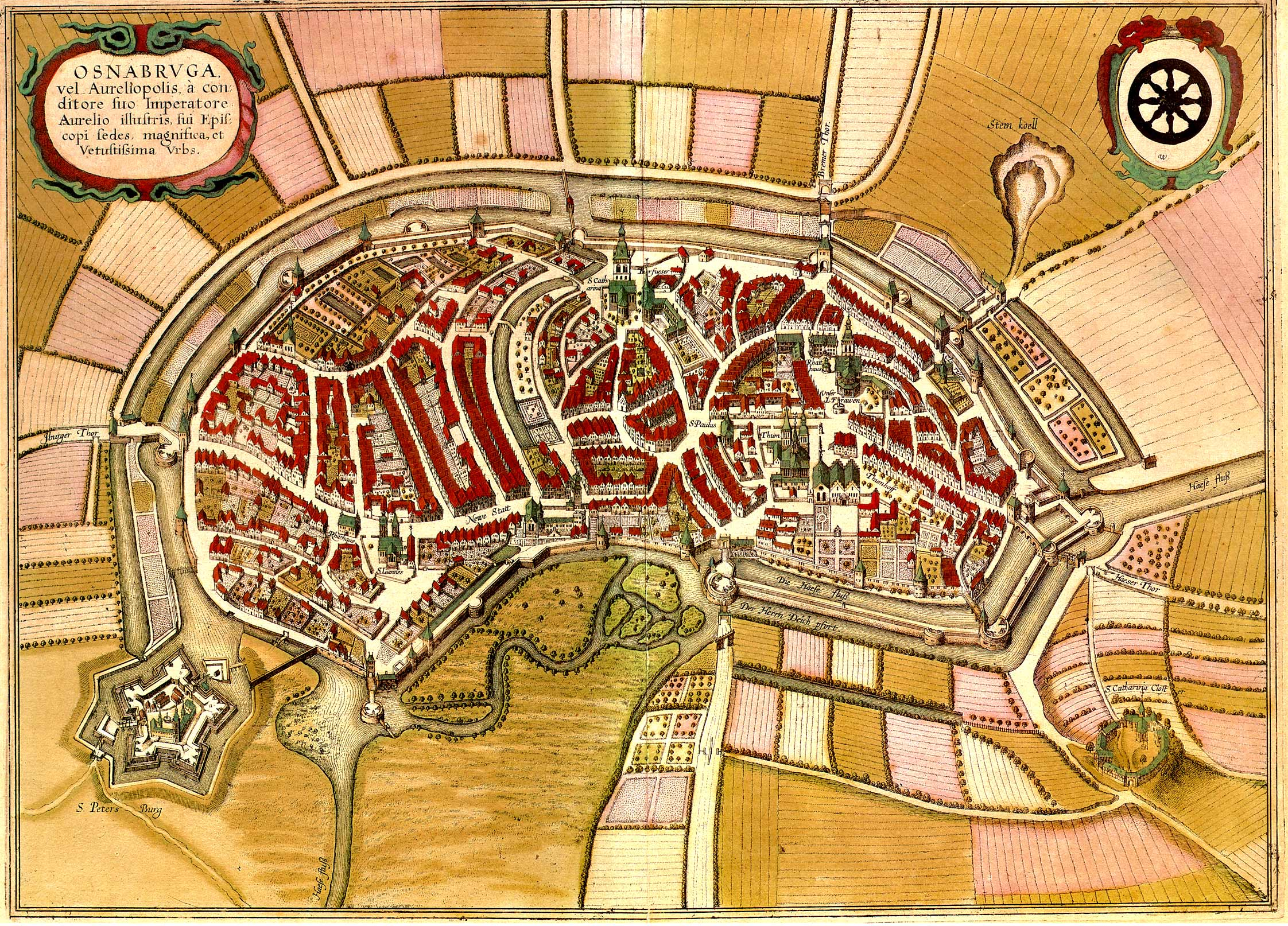
Nicht genordeter Stadtplan Osnabrücks von Wenzel Hollar aus dem Jahr 1633 mit der Petersburg unten links

Die Petersburg war eine Zitadelle im Südosten der Stadt Osnabrück. Sie bestand in der ersten Hälfte des 17. Jahrhunderts während des Dreißigjährigen Krieges und sollte helfen, die Gegenreformation in der Stadt durchzusetzen.

## Geschichte
1618 hatte Kaiser Ferdinand II. der Stadt Osnabrück ihre Privilegien und die Freiheit zur Augsburger Konfession bestätigt. Bei Beginn des Dreißigjährigen Kriegs erklärte die Stadt ihre Neutralität. Im Oktober 1625 wurde Franz Wilhelm von Wartenberg zum Bischof von Osnabrück gewählt. Er versuchte wie sein Vorgänger, in Osnabrück die Gegenreformation durchzusetzen. 1628 kam Franz Wilhelm mit der katholischen Liga in die Stadt und gab den Auftrag, zur Verstärkung der Osnabrücker Befestigungsanlage und als eigene Residenz, die Zitadelle Petersburg zu bauen.
Die Petersburg war nach den Maßstäben der Zeit ihrer Errichtung eine sehr moderne Festung in Form eines fünfzackigen Sterns. Die Bevölkerung von Osnabrück und der evangelische Rat der Stadt empfanden die Petersburg als Bedrohung und nicht als Bauwerk zum eigenen Schutz. Denn trotz des Protests der Bevölkerung wurde ein Teil der Stadtmauer gegenüber der Burg abgerissen, dadurch ließen sich von ihr neben Feinden von außen ebenso die Einwohner unter Kontrolle halten.
1633 belagerten schwedische Truppen Osnabrück; zu diesem Zeitpunkt war die Festung schon weitgehend vollendet. Die militärische Besatzung Osnabrücks musste die Stadt aufgeben und zog sich teilweise in die Petersburg zurück. Erich Andersson Trana, Generalkommissar von Livland und Kriegskommissar von Estland, teilte dem schwedischen Reichskanzler Axel Oxenstierna 1633 die erfolgreiche Belagerung der Petersburg mit: „Am 14. [September] erst kamen die Mörser von Hameln, mit denen man die Petersburg mit Steinen bezwingen konnte. Und wurde recht nach russischer Art Tag und Nacht in einem durch mit Steinen dareingeschossen, dass die 600 Mann – ohne Frauen und Kinder –, die darin belagert waren, sich nicht anders bergen konnten, als indem sie sich erbärmlich in die Wälle eingruben. Ihr großes Glück war das schöne Wetter an all diesen Tagen, so dass sie keine Not durch Regen litten.“
Am Ende des Dreißigjährigen Krieges ebneten die Osnabrücker die Wälle der ihnen verhassten Petersburg ein. Die letzten Überreste verschwanden, als die Stadt im 19. und 20. Jahrhundert erweitert wurde. An die Festung erinnern heute die Straßennamen „An der Petersburg“ und „Petersburger Wall“ sowie der Kulturverein Petersburg e. V.

## Darstellungen
Ein Modell der Stadt Osnabrück samt der Petersburg, das der Maler und Bühnenbildner Heinrich Bohn (1911–1990) nach einem kolorierten Stadtplan des böhmischen Kupferstechers Wenzel Hollar aus dem Jahr 1633 von 1955 bis 1957 anfertigte, befindet sich im Obergeschoss des Rathauses von Osnabrück. Eine Karte der Stadt mit Zitadelle besitzt das Kulturgeschichtliche Museum.